# Éder Antónia
Csabay Pálné soproni Éder Antónia (Kolozsvár, 1811. január – Debrecen, 1838. május 19.) énekes-színésznő, Éder Alojzia testvére.

## Pályafutása
Soproni Éder György színész és Tábory Antónia segédszínésznő leányaként született. Római katolikus szellemben nevelték. A kolozsvári muzsikaegyesület iskolájában Grosspetter Józsefnél tanult énekelni. 1818–19-ben már gyermekszínészként szerepelt a székesfehérvári társulatnál. 1823-ban naiva- és szopránszerepekben láthatta a közönség. 1828. február 13-án Debrecenben feleségül ment Csabay Pál színészhez. 1830-ban az Abaúj megyei játékszíni bizottság meghívására Kassára szerződött a dalszínész-társasághoz, amellyel megfordultak Bihar, Arad, Temes és Torontál megyékben. Dérynével azonos szerepköre volt, ezért gyakran rivalizáltak. 1833-ban Miskolcra költözött. Hamarosan elhunyt testvére, Terézia (1833. december 23.) és három gyermekét is egymás után elvesztette, ezért bánata miatt gyakran betegeskedett. Visszatért Debrecenbe és Nagyváradra. 1834-ben Kolozsváron szerepelt a kassai dalszínész-társulattal, 1835-ben a budai Várszínházban vendégszerepelt, majd 1836-ban Miskolcra ment Pály Elek társulatával. 1837. június 17-én Szegedre ment, ahol verssel és koszorúkkal fogadták. 1838. január 6-án betegen érkezett Kassára és 13-án állapota ellenére is fellépett a Zampa című daljátékban Camilla szerepében. 22-én játszott utoljára a Korona és vérpad című drámában, Howard Katalint alakította. Ezután édesanyja ápolta, némileg javult az állapota. Május 7-én még visszatért Debrecenbe, és 12 napi szenvedés után május 19-én délután 4 órakor hunyt el általános sorvadás következtében.

## Fontosabb szerepei
- Emelina (Weigl: A svájci család)
- Amenaide (Rossini: Tankréd)
- Rosina (Rossini: A sevillai borbély)
- Camilla (Ferdinand Hérold: Zampa)
- Howard Katalin (id. Alexandre Dumas: Korona és vérpad)